# Дедюшко, Владимир Иосифович
Владимир Иосифович Дедю́шко (бел. Уладзімір Іосіфавіч Дзядзюшка; 1905—1973) — советский, белорусский актёр театра и кино. Народный артист СССР (1971).

## Биография

Могила Дедюшко на Восточном кладбище Минска.

Владимир Дедюшко родился 1 (14) февраля 1905 года (по другим источникам — 17 апреля) в Минске (ныне в Белоруссии).
В 1923 году окончил Минскую школу II-й ступени № 17.
В 1923—1937 годах — артист 3-го Белорусского государственного драматического театра в Минске (с 1932 — в Гомеле), где формировался как актёр под руководством В. И. Голубка.
В 1927—1929 годах служил в Красной Армии (32-й Белоглинский кавалерийский полк в Гомеле).
С 1937 года — актёр 1-го Белорусского государственного драматического театра (с 1944 — Белорусский драматический театр им. Я. Купалы) в Минске (в 1941—1944 годах — в эвакуации в Томске).
Особого успеха достиг в национальной драматургии. Один из наиболее ярких представителей белорусского национального театра, актёр глубоко народный, самобытный.
Искрометный народный юмор, превосходное мастерство на протяжении многих лет показывал в спектакле «Павлинка» Я. Купалы в роли Степана Криницкого. Мягкость, лиризм и юмор характерны многим его сценическим персонажам. В его творчестве мягкий пластический рисунок роли, остро выраженные черты характера, психологически мотивированные поступки сочетались с ярким национальным колоритом.
Снимался в кино и телевизионных постановках.
Член ВКП(б) с 1948 года.
Владимир Дедюшко умер 30 марта 1973 года в Минске. Похоронен на Восточном кладбище.

## Награды и звания
- Народный артист Белорусской ССР (1949)
- Народный артист СССР (1971)
- Сталинская премия третьей степени (1952) — за исполнение роли Пытлеванного в спектакле «Поют жаворонки» К. Крапивы
- Орден Ленина (1955)
- Медали.

## Творчество

### Роли в театре
- «Гибель волка» Э. Л. Самуйлёнка — Мирон Бокуть
- «Павлинка» Я. Купалы — Криницкий
- «Константин Заслонов» А. Мовзона — Крушина
- «Поют жаворонки» К. Крапивы — Пытлеванный
- «Извините, пожалуйста![бел.]» А. Е. Макаёнка — Моцкин
- «Фронт» А. Е. Корнейчука — Местный
- «Калиновая роща» А. Е. Корнейчука — Вакуленко
- «Я, бабушка, Илико и Илларион» по Н. В. Думбадзе и Г. Д. Лордкипанидзе — Илларион

### Роли в кино
- 1947 — Новый дом — председатель РИКа
- 1949 — Константин Заслонов — Крушина
- 1952 — Павлинка (телеспектакль) — Криницкий
- 1953 — Поют жаворонки (телеспектакль) — Пытлеванный, председатель колхоза
- 1955 — Нестерка — первый шляхтич
- 1956 — Посеяли девушки лён — Ануфрий Тихонович, председатель колхоза
- 1957 — Полесская легенда — гайдамак
- 1958 — Красные листья — рыбак
- 1958 — Суд (телефильм) — Денис Гарбуз
- 1961 — Первые испытания — эпизод
- 1961 — День, когда исполняется 30 лет — эпизод
- 1964 — Третье поколение (телефильм) — Кравец
- 1965 — Люди на болоте (телефильм) — Чернушка
- 1967 — Запомним этот день — крестьянин
- 1968 — Тревожное счастье (телефильм) — Алексей Сафронович
- 1969 — Я, Франциск Скорина… — мессер
- 1971 — Руины стреляют… — дед в вагоне
- 1971 — Вся королевская рать — старик
- 1971 — Жизнь и смерть дворянина Чертопханова — Обалдуй.
- 1974 — Бронзовая птица — житель деревни (нет в титрах).

## Память

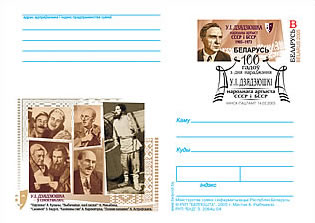
Почтовая марка Беларуси. 2005. У. I. Дзядзюшка. Народны артыст СССР i БССР. 1905 1973. (В. И. Дедюшко. Народный артист СССР и БССР. 1905—1973 — на бел. языке, портрет).

- На доме, где жил актёр (Минск, проспект Независимости, дом 74), установлена мемориальная доска.
- В 2005 году Министерство связи и информатизации Республики Беларусь ввело в почтовое обращение карточку с оригинальной маркой «100 лет со дня рождения В. И. Дедюшко».